# ランドプリンス
ランドプリンスは日本の競走馬。ロングエース・タイテエムとともに関西三強の一角を担った中央競馬のクラシックホースである。

## 血統について
ランドプリンスはのちにリーディングサイアーとなるテスコボーイの初年度産駒であり、中央競馬のクラシック競走を制した初のテスコボーイ産駒でもある。一方、母系の先祖には血統不詳の牝馬ミラがいるため、ランドプリンスはサラブレッドと区別されサラブレッド系種として登録された。

## 略歴

### 3歳（1971年）
全21戦、高橋直厩舎の所属騎手であった川端義雄が手綱を執った。1971年9月4日の新馬戦（札幌競馬場）でデビューし勝利する。3歳シーズンはこの1勝だけに終わった。

### 4歳（1972年）
明けて4歳となったランドプリンスは、呉竹賞・ジュニヤーカップ・オープン・さざんか賞（いずれも京都）を4連勝し、クラシック戦線に加わるために東上することとなった。なお1972年は前年末より関東地区で大流行した馬インフルエンザの影響により、関東地区の中央競馬開催が2ヶ月間中止された。このため同年春のクラシック戦線も日程が大幅に変更され、5月28日に皐月賞、7月9日に日本ダービーが行われることとなった。
東上初戦の3月19日の京成杯では、前年の阪神3歳ステークス優勝馬で4連勝中のヒデハヤテに敗れ、1馬身4分の3差の2着に終わった。その後は4月29日のオープン（東京）と5月14日の弥生賞に出走したが、いずれもロングエースに敗れ2着に終わった。
5月28日の皐月賞ではデビューから5連勝中のロングエースが1番人気となり、タイテエムが続き、上記2頭をランドプリンスと関東所属のイシノヒカルが追う図式となった。レースでは先行するロングエースとそれをマークするタイテエムに対し、ランドプリンスは馬群の中に控え、直線に入って内を突き先頭に立った。外からロングエースが追ってくるものの伸びきれず、代わって後方からイシノヒカルが大外を追い込んできたが、ランドプリンスがイシノヒカルを半馬身抑えて勝利した。
その後当馬は6月17日のオープン（東京）に出走し、スガノホマレの2着となった。7月9日の日本ダービーでは、皐月賞からの直行となったロングエースが引き続き1番人気となり、差のない2番人気に当馬、3番人気がタイテエムとなった。レースでは直線を向いてタイテエムが早目に先頭に立ち、外から当馬が接近するが、タイテエムの内からロングエースが追い込み、人気上位三頭の争いとなった。最後はロングエースが首差で当馬を抑えて2分28秒6のレコードタイムで優勝し、タイテエムが3着に入った。
ランドプリンスは10月1日の神戸新聞杯から秋のレースを開始した。ここで本馬は1番人気に支持されるが、タイテエムに敗れ2着であった。続く10月22日の京都新聞杯でも引き続き1番人気に推されたが、またもタイテエムに敗れ4着に終わった。11月12日の菊花賞では1番人気がタイテエム、2番人気が本馬、3番人気がロングエースであったが、レースではイシノヒカルがタイテエムを大外から抜き去り優勝し、本馬は4着に終わった。

### 5歳（1973年）
ロングエースが引退し、イシノヒカルが戦線離脱したため、本馬のライバルで残ったのはタイテエムだけとなった。タイテエムは古馬になってからさらに力をつけたが、ランドプリンスは4歳時のような走りを見せることができず、マイラーズカップと天皇賞でいずれもタイテエムに敗れ、5着、13着に終わった。天皇賞の後で故障発症が判明し、そのまま引退することとなった。

### 引退後
その後ランドプリンスは種牡馬となったが、産駒から活躍馬は出なかった。血統面の問題（上述）が影響したという見方もあるが、この頃は国産種牡馬苦戦の時代であり、同世代のライバル、タイテエムとロングエースにも遅れをとった。
長い間、ネット上で行方不明だとされてきたが、没日は不明ではあるが、優駿の蹄跡5巻によると、死亡した。

## 血統表
| ランドプリンスの血統（テスコボーイ系 / Gainsborough 4x5x5=12.50%、 Solario 4x5=9.38%、 Blandford 5x5=6.25%） | ランドプリンスの血統（テスコボーイ系 / Gainsborough 4x5x5=12.50%、 Solario 4x5=9.38%、 Blandford 5x5=6.25%） | ランドプリンスの血統（テスコボーイ系 / Gainsborough 4x5x5=12.50%、 Solario 4x5=9.38%、 Blandford 5x5=6.25%） | （血統表の出典）             | （血統表の出典） |
| 父 *テスコボーイ Tesco Boy 1963 黒鹿毛 イギリス                                                              | 父の父Princely Gift 1951 鹿毛 イギリス                                                                       | Nasrullah | Nearco                       | Nearco           |
| 父 *テスコボーイ Tesco Boy 1963 黒鹿毛 イギリス                                                              | 父の父Princely Gift 1951 鹿毛 イギリス                                                                       | Nasrullah | Mumtaz Begum                 |                  |
| 父 *テスコボーイ Tesco Boy 1963 黒鹿毛 イギリス                                                              | 父の父Princely Gift 1951 鹿毛 イギリス                                                                       | Blue Gem | Blue Peter                   | Blue Peter       |
| 父 *テスコボーイ Tesco Boy 1963 黒鹿毛 イギリス                                                              | 父の父Princely Gift 1951 鹿毛 イギリス                                                                       | Blue Gem | Sparkle                      |                  |
| 父 *テスコボーイ Tesco Boy 1963 黒鹿毛 イギリス                                                              | 父の母Suncourt 1952 黒鹿毛 イギリス                                                                          | Hyperion | Gainsborough                 | Gainsborough     |
| 父 *テスコボーイ Tesco Boy 1963 黒鹿毛 イギリス                                                              | 父の母Suncourt 1952 黒鹿毛 イギリス                                                                          | Hyperion | Selene                       |                  |
| 父 *テスコボーイ Tesco Boy 1963 黒鹿毛 イギリス                                                              | 父の母Suncourt 1952 黒鹿毛 イギリス                                                                          | Inquisition                                                                                                  | Dastur                       | Dastur           |
| 父 *テスコボーイ Tesco Boy 1963 黒鹿毛 イギリス                                                              | 父の母Suncourt 1952 黒鹿毛 イギリス                                                                          | Inquisition                                                                                                  | Jury                         |                  |
| 母 （サラ系）ニュウパワー 1959 日本                                                                          | 母の父*ヒンドスタン Hindostan 1946 黒鹿毛 イギリス                                                           | Bois Roussel                                                                                                 | Vatout                       | Vatout           |
| 母 （サラ系）ニュウパワー 1959 日本                                                                          | 母の父*ヒンドスタン Hindostan 1946 黒鹿毛 イギリス                                                           | Bois Roussel                                                                                                 | Plucky Liege                 |                  |
| 母 （サラ系）ニュウパワー 1959 日本                                                                          | 母の父*ヒンドスタン Hindostan 1946 黒鹿毛 イギリス                                                           | Sonibai | Solario                      | Solario          |
| 母 （サラ系）ニュウパワー 1959 日本                                                                          | 母の父*ヒンドスタン Hindostan 1946 黒鹿毛 イギリス                                                           | Sonibai | Udaipur                      |                  |
| 母 （サラ系）ニュウパワー 1959 日本                                                                          | 母の母（サラ系）ムールドカール 1947 鹿毛 日本                                                                | トキノチカラ                                                                                                 | *トウルヌソル                | *トウルヌソル    |
| 母 （サラ系）ニュウパワー 1959 日本                                                                          | 母の母（サラ系）ムールドカール 1947 鹿毛 日本                                                                | トキノチカラ                                                                                                 | 星谷                         |                  |
| 母 （サラ系）ニュウパワー 1959 日本                                                                          | 母の母（サラ系）ムールドカール 1947 鹿毛 日本                                                                | （サラ系）安俊                                                                                               | 月友                         | 月友             |
| 母 （サラ系）ニュウパワー 1959 日本                                                                          | 母の母（サラ系）ムールドカール 1947 鹿毛 日本                                                                | （サラ系）安俊                                                                                               | （サラ系）竜玉 (ntbミラ牝系) |                  |